# أدريان فيرا
أدريان فيرا (بالإنجليزية: Adrian Vera)‏ (13 يناير 1997 بنوروالك في الولايات المتحدة - ) هو لاعب كرة قدم أمريكي في مركز الوسط. لعب مع لوس انجلوس غالاكسي 2.

## وصلات خارجية
- أدريان فيرا على موقع قاعدة بيانات كرة القدم.إي يو (الإنجليزية)